# Нувьон
Нувьон (фр. Nouvion) — коммуна на севере Франции, регион О-де-Франс, департамент Сомма, округ Абвиль, кантон Абвиль-1. Расположена в непосредственной близости от природного заповедника Креси, в 16 км к северу от Абвиля и в 1,5 км от автомагистрали А28 "Дорога эстуарий".
Население (2018) — 1 288 человек.

## Достопримечательности
- Церковь Святого Мориса XVI века, реконструированная в 1876 году
- Шато дю Валме
- Реплика Лурдского грота
- Развалины ветряной мельницы XVI века

## Экономика
Уровень безработицы (2017) — 16,1 % (Франция в целом — 13,4 %, департамент Сомма — 15,9 %). 

Среднегодовой доход на 1 человека, евро (2018) — 19 380 (Франция в целом — 21 730, департамент Сомма — 20 320).

## Демография
Динамика численности населения, чел.

## Администрация
Пост мэра Нувьона с 2020 года занимает Морис Форестье (Maurice Forestier ). На муниципальных выборах 2020 года возглавляемый им список победил в 1-м туре, получив 53,78 % голосов.
| Период | Период | Фамилия        | Партия | Примечания     |
| ------ | ------ | -------------- | ------ | -------------- |
| 1975   | 2001   | Жерар Тибо     |        | фермер         |
| 2001   | 2008   | Мишель Отбо    |        | директор школы |
| 2008   | 2020   | Кристиан Берт  |        |                |
| 2020   |        | Морис Форестье |        | пенсионер      |

## В искусстве
Коммуна является местом действия в культовом британском телесериале «Алло, алло!»

## Галерея

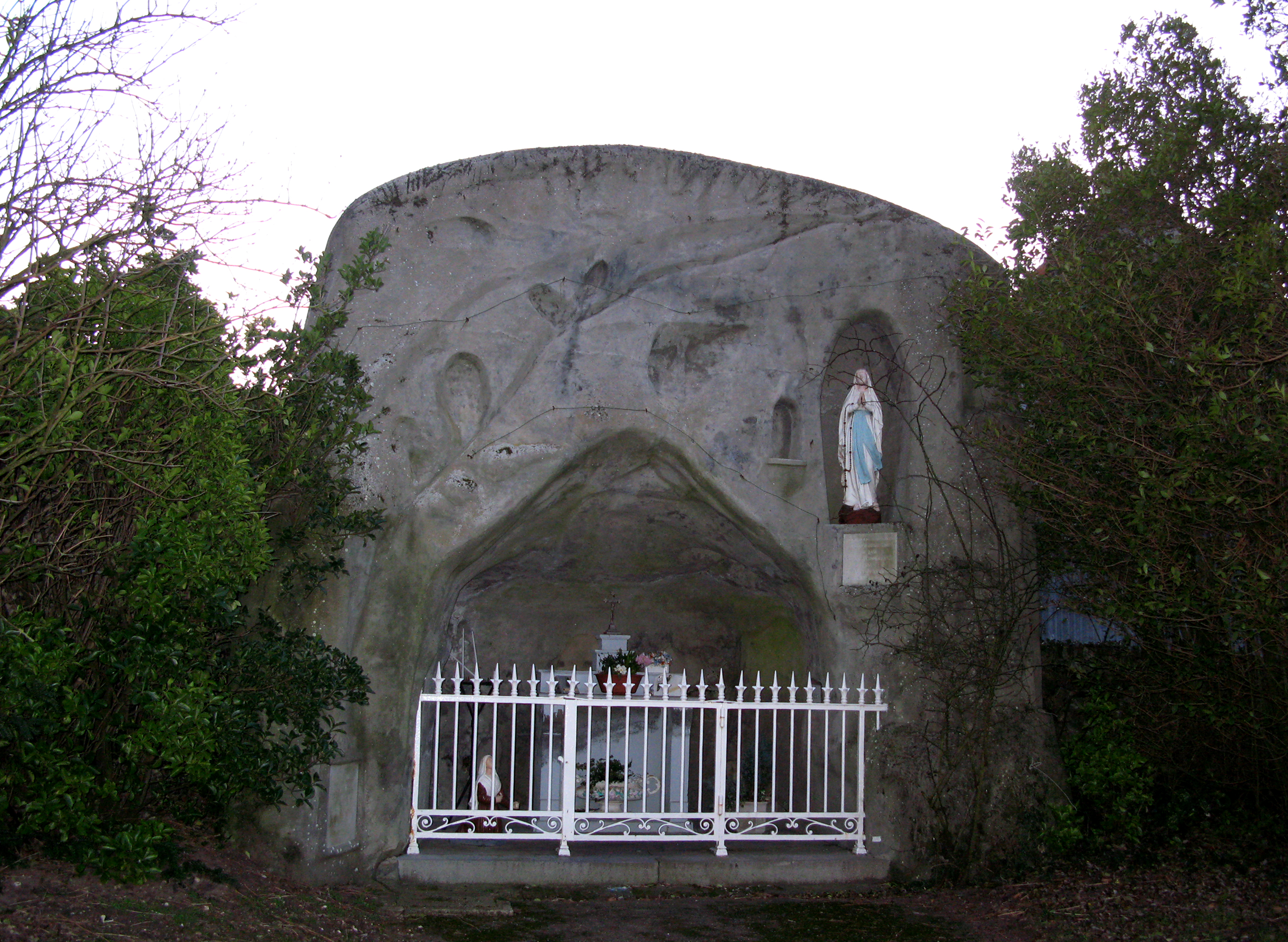
Реплика Лурдского грота
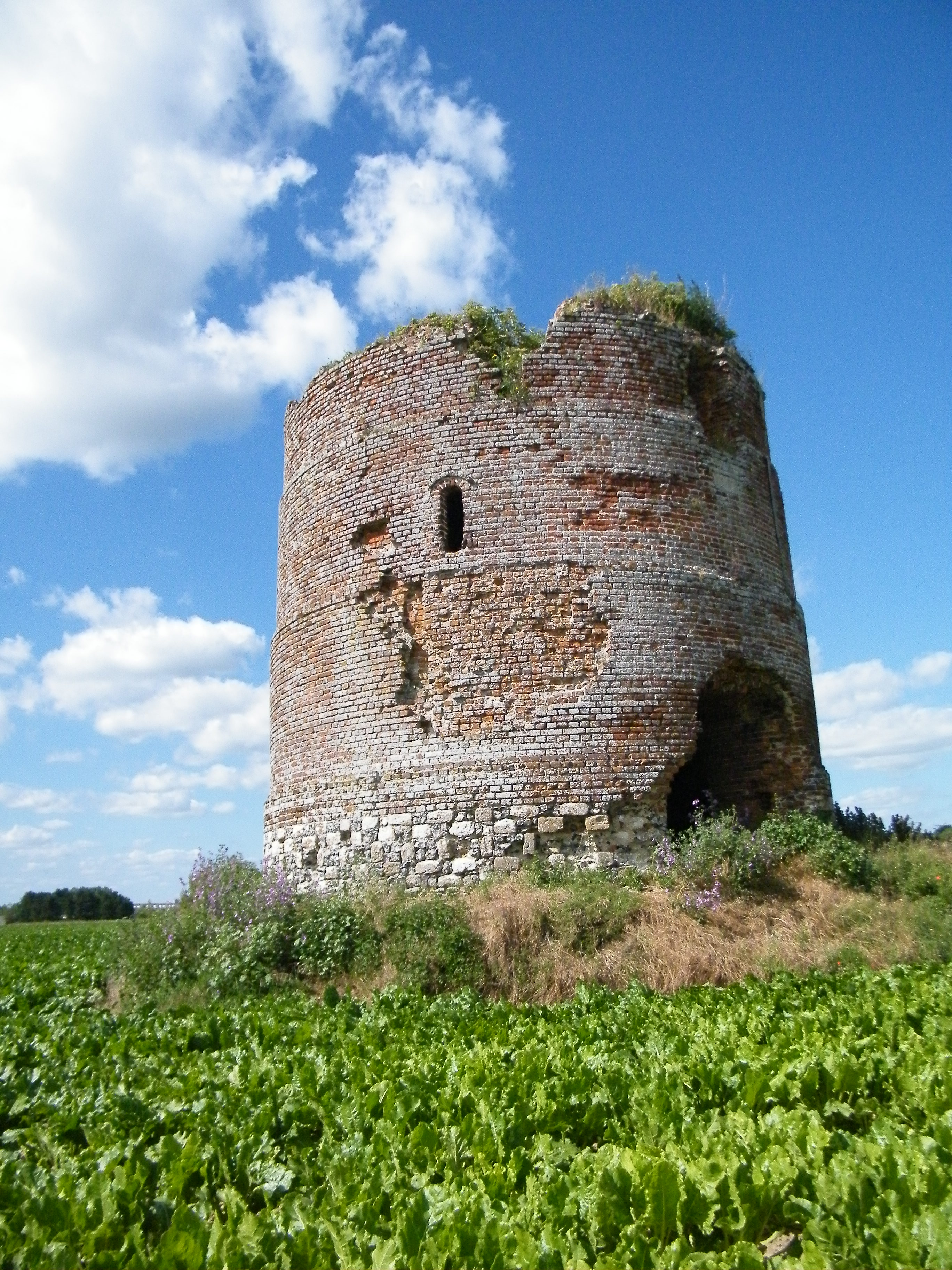
Развалины мельницы XV века

1. 1 2  база данных о французских коммунах — Национальный географический институт Франции, 2015.